# Вендский отдел
«Вендский отдел» (или «Вендское отделение»; нем. Wendenabteilung, от Wenden — одно из немецких названий лужицких сербов) — государственный орган Германии по контролю за деятельностью лужицких сербов и их объединений, действовавший с 1920 по 1945 год.
Располагался в Баутцене. Согласно сохранившимся инструкциям, отдел по своей сути предназначался для «поощрения растворения вендов в германстве». Эти инструкции предлагали «всякое проявление вендского национального самосознания рассматривать и разоблачать как враждебное немецкому государству». В 1936 году «Вендский отдел» обратился к «Домовине» с предложением принять новый устав, подготовленный немцами. После отказа лужицкими сербами его принять последовали репрессии.